# Phylogramme
En systématique, un phylogramme est un diagramme en forme d'arbre, ou dendrogramme, représentant une phylogénie dont les longueurs des branches sont proportionnelles au degré de divergence morphologique et/ou moléculaire entre les lignées évolutives qui le composent. Un phylogramme peut ne représenter que des relations groupes frères comme un cladogramme ou bien représenter également des relations d'ancêtre à descendant comme un caulogramme. Cependant dans ces deux derniers types de dendrogrammes les longueurs des branches sont arbitraires et n'ont pas de signification biologique.